# Chiara Muti
Pour les articles homonymes, voir Muti.
Chiara Muti, née le 27 février 1973 à Florence, est une actrice italienne de télévision et de cinéma.

## Biographie
Chiara Muti est la fille du chef d'orchestre Riccardo Muti et est mariée au pianiste français David Fray. En décembre 2023, elle est signataire de la tribune controversée N'effacez pas Gérard Depardieu visant notamment à défendre la présomption d'innocence de Gérard Depardieu, alors accusé de viol, agression sexuelle et harcèlement sexuel.

## Filmographie
- 1998 : La casa bruciata (téléfilm) : Luisa
- 1998 : Onorevoli detenuti : Barbara Grazioli
- 1999 : Il guardiano : Francesca D'Andrea
- 1999 : La bomba de Giulio Base : Immacolata
- 1999 : La via degli angeli de Pupi Avati : Gabriella Simony
- 2000 : Rosa e Cornelia : Cornelia
- 2000 : Il partigiano Johnny : Elda
- 2002 : Come se fosse amore : Chiara
- 2006 : Musikanten
- 2007 : La strana coppia (téléfilm) : Marina Paternò
- 2007 : L'avvocato Guerrieri (téléfilm) : Margherita